# NGC 5830
NGC 5830 is een spiraalvormig sterrenstelsel in het sterrenbeeld Ossenhoeder. Het hemelobject werd op 23 april 1887 ontdekt door de Amerikaanse astronoom Lewis A. Swift.

## Synoniemen
- UGC 9670
- MCG 8-27-56
- ZWG 248.47
- IRAS 15001+4804
- PGC 53674